# Раковичі (Гайнівський повіт)
Раковичі (Раковіче, пол. Rakowicze) — село в Польщі, у гміні Чижі Гайнівського повіту Підляського воєводства. Населення — 60 осіб (2011).

## Історія
Вперше згадується 1576 року.
У 1975—1998 роках село належало до Білостоцького воєводства.

## Демографія
Демографічна структура станом на 31 березня 2011 року:
|          | Загалом | Допрацездатний вік | Працездатний вік | Постпрацездатний вік |
| -------- | ------- | ------------------ | ---------------- | -------------------- |
| Чоловіки | 32      | 5                  | 18               | 9                    |
| Жінки    | 28      | 4                  | 9                | 15                   |
| Разом    | 60      | 9                  | 27               | 24                   |